# Calvin J. Heusser
Calvin J. Heusser (1924-2006) fue un botánico, y palinólogo estadounidense radicado en San Vicente de Tagua Tagua, Chile. Investigador de la Laguna de Tagua Tagua .

## Biografía
Graduado en la Universidad de Rutgers obtuvo su doctorado en la Universidad Estatal de Oregón, Estados Unidos.
Tras haber participado como artillero en la Segunda Guerra Mundial, inició su actividad profesional ingresando como investigador a la American Geographical Society. En 1961, comenzó a trabajar en la Universidad de Nueva York como profesor adjunto y posteriormente a tiempo completo en 1967. Tras una prolífica actividad en este centro de estudio e investigación, fue honrado con el título de Profesor Emérito.

### Viaja a Chile
Hacia el año 1959 trabajando para un proyecto de la American Geographical Society, viajó por primera vez a Chile, para realizar una serie de investigaciones en la zona de la Laguna San Rafael, en Patagonia. En esa oportunidad conoció al botánico chileno Dr. Carlos Muñoz Pizarro, investigador del Museo Nacional de Historia Natural de Santiago, y al recordado explorador Sr. Augusto Grosse, responsable de los primeros esbozos de lo que hoy denominamos Carretera Austral.
Presentó extensos estudios acerca de los pólenes presentes en la Laguna de Tagua Tagua .

### Investigaciones
Junto al Profesor G. Denton de la Universidad de Maine, EE. UU , en 1991 realizó importantes investigaciones palinológicas en la zona comprendida entre nuestros grandes lagos de la Décima Región y la porción norte de la isla Grande de Chiloé. Su objetivo se centró en establecer la vinculación entre ciclos climáticos inferidos desde reconstrucciones de la vegetación y la importante actividad glacial ocurrida en esta zona. S
Afirmaba que el carácter geomorfológico (llamativos rasgos de estructuras glaciales), geológicos y estratigráficos (presencia de extensos mallines y turberas con valiosos niveles albergando polen fósil), en el sector estudiado, eran claves para materializar complejas correlaciones interhemisféricas, asociadas a fluctuaciones climáticas a escala milenaria.
En la Biblioteca del Servicio Nacional de Geología y Minería, el documento con mayor número de citaciones (161), sobre geociencias corresponde a él. En este documento al Dr. Heusser le cupo una especial participación.

## Retiro
Tras su retiro inició múltiples investigaciones en su especialidad: paleopalinología (estudio del polen fosilizado), estratigrafía del Cuaternario, paleoecología, mayoritariamente aplicadas a la exploración y conocimiento de los cambios climáticos globales

## Muerte
Fallece el día 11 de noviembre de 2006 , a la edad de 82 años, en la localidad de Tuxedo Park, Nueva Jersey.